# Xanca menuda llorigada
La xanca menuda llorigada (Grallaricula loricata) és una espècie d'ocell de la família dels gral·làrids (Grallariidae).

## Hàbitat i distribució
Habita el sotabosc de la selva pluvial de les muntanyes del nord de Veneçuela.